# Oxylebius
Oxylebius is een monotypisch geslacht van straalvinnige vissen uit de familie van groenlingen (Hexagrammidae). Het geslacht is voor het eerst wetenschappelijk beschreven in 1862 door Gill.

## Soort
- Oxylebius pictus Gill, 1862